# Reyes Abades
Reyes Abades Tejedor (* 25. Juli 1949 in Castilblanco; † 1. Februar 2018) war ein spanischer Spezialeffektkünstler.

## Leben
Tejedor begann seine Karriere im September 1968 und gründete 1979 seine eigene Firma. Er war zehnmaliger Preisträger des Goya Filmpreises für die Besten Spezialeffekte. Zu seinen bekanntesten Arbeiten gehören die Filme Sexy Beast, Pans Labyrinth und Die Haut, in der ich wohne. Er war an über 240 Produktionen beteiligt.

## Filmografie
- 1988: Frauen am Rande des Nervenzusammenbruchs (Mujeres al borde de un ataque de nervios)
- 1988: El Dorado – Gier nach Gold (El Dorado)
- 1988: Remando al viento
- 1990:	Ay Carmela! – Lied der Freiheit (¡Ay, Carmela!)
- 1991: Beltenebros
- 1994: Deine Zeit läuft ab, Killer (Días contados)
- 1995: El día de la bestia
- 1996: Tierra
- 1997: Virtual Nightmare – Open Your Eyes (Abre los ojos)
- 2000: Sexy Beast
- 2004: El Lobo – Der Wolf (El Lobo)
- 2006: Pans Labyrinth (El laberinto del fauno)
- 2006: Alatriste
- 2006: Goyas Geister
- 2009: Zerrissene Umarmungen (Los abrazos rotos)
- 2010: Mad Circus – Eine Ballade von Liebe und Tod (Balada triste de trompeta)
- 2011: Die Haut, in der ich wohne (La piel que habito)

## Nominierungen und Auszeichnungen
- 1988: Goya-Nominierung für die besten Spezialeffekte für Frauen am Rande des Nervenzusammenbruchs (Mujeres al borde de un ataque de nervios), Remando al viento und El Dorado
- 1989: Goya-Nominierung für die besten Spezialeffekte (Amanece, que no es poco, El niño de la luna und La noche oscura)
- 1990: Goya für die besten Spezialeffekte (¡Ay, Carmela!)
- 1991: Goya für die besten Spezialeffekte (Beltenebros)
- 1992: Goya-Nominierung für die besten Spezialeffekte (Vacas)
- 1993: Goya-Nominierung für die besten Spezialeffekte (Madregilda)
- 1994: Goya für die besten Spezialeffekte (Deine Zeit läuft ab, Killer)
- 1995: Goya für die besten Spezialeffekte El día de la bestia
- 1996: Goya für die besten Spezialeffekte Tierra
- 1997: Goya-Nominierung für die besten Spezialeffekte (Virtual nightmare-Open your eyes)
- 2001: Goya für die besten Spezialeffekte Salomón
- 2001: Goya für die besten Spezialeffekte (Buñuel y la mesa del rey)
- 2005: Goya für die besten Spezialeffekte (El Lobo – Der Wolf)
- 2006: Goya für die besten Spezialeffekte (Pans Labyrinth)
- 2007: Goya-Nominierung für die besten Spezialeffekte für den Film Goyas Geister (zusammen mit Félix Bergés und Eduardo Díaz)
- 2007: Goya-Nominierung für die besten Spezialeffekte für den Film  Alatriste (zusammen mit Rafael Solórzano)
- 2010: Goya für die besten Spezialeffekte (Mad Circus – Eine Ballade von Liebe und Tod)